# Draconarius wenzhouensis
Draconarius wenzhouensis là một loài nhện trong họ Amaurobiidae.
Loài này thuộc chi Draconarius. Draconarius wenzhouensis được Jun Chen miêu tả năm 1984.